# Yoshiichi Watanabe
Yoshiichi Watanabe (渡辺 由一, Watanabe Yoshiichi), né le 5 avril 1954, est un footballeur japonais.